# Pjetër Bogdani
Pjetër Bogdani vagy olaszul Pietro Bogdano (Gur i Hasit, 1625 körül – Pristina, 1689. december) albán egyházi vezető, egyházi író. Az első albán nyelvű eredeti prózai mű szerzője.

## Élete
Az albániai Kukës mellett, egy kis faluban született, francia eredetű római katolikus családban. Nagybátyja Ndre Bogdani, Üsküp érseke, egy mára elveszett latin–albán szótár szerzője volt. Bogdani Bulgária északnyugati részén, a csiprovci ferenceseknél kezdte meg tanulmányait, majd beiratkozott a loretói Collegium Illyricumba. 1651-től 1654-ig a Prizren melletti pulti egyházközség papjaként tevékenykedett, majd 1656-tól a római Collegium Propaganda Fidében tanult. 1656-ban a filozófia és teológia doktorává avatták, s még ugyanabban az évben kinevezték shkodrai püspökké és antivari bíboros érsekké. Előbbi tisztét 1677-ig, utóbbit 1671-ig töltötte be.
A török–osztrák háború zűrzavaros éveiben az osztrák csapatokat támogatta, ezért 1664–1669 között Shkodra vidékén bujkált az oszmán adminisztráció elől, egy Rjoll környéki barlang a mai napig Bogdani nevét viseli. 1677-ben nagybátyja, Ndre Bogdani helyét vette át Üsküp érseki székében. Mély vallásossága és szenvedélyes hazafiassága állandó összeütközésbe kergették az oszmán fennhatósággal, végül 1684-ben menekülni kényszerült hazájából, s mindössze kéziratait vitte magával. Raguzába, onnan Velencébe, végül Padovába ment, ahol barátsággal fogadta korábbi római ismerőse, Gregorio Barbarigo bíboros, Padova püspöke. Barbarigo bíboros volt felelős az egyház kelet-európai ügyeiért, így élénken érdekelte a katolicizmus albániai helyzete. Miután a város Tipografia del Seminario nyomdáját is ő üzemeltette, lehetővé tette Bogdaninak, hogy megjelentesse Cuneus prophetarum című művét.
Miután a könyv sajtóba került, Bogdani 1686 márciusában visszatért Albániába, és a törökellenes összefogás ügyéért prédikált, különösen Kosovo falvaiban. Egy év alatt 6 ezer albánt fegyverzett fel, akik egyesültek a Prishtina alá érkező osztrák hadakkal. Mielőtt azonban bármilyen hadmozdulatra is sor került volna, a pestis megtizedelte az albán felkelőket. Bogdani visszatért Prishtinába, ahol decemberben maga is a pestisjárvány áldozatául esett.
Unokaöccse, Gjergj Bogdani 1698-as beszámolója szerint a török katonák halála után nem sokkal kihantolták Bogdani holttestét, és kutyákkal tépették szét a prishtinai főtéren.

## Életműve
Bogdani padovai tartózkodása alatt, 1685-ben jelent meg olasz és albán nyelvű teológiai traktátuma Cuneus prophetarum címen (albánul: Çeta e profetëve). Az albán nyelvű résszel Bogdani már tíz évvel korábban elkészült, de a Collegium Propaganda Fide – amelyhez segítségért fordult – visszautasította a megjelentetést. Az 1685-ben Barbarigo bíboros nyomdájában megjelent kétkötetes mű kéthasábos oldalakkal jelent meg (bal oldalon az albán, jobb oldalon az olasz szöveggel), albán nyelvű része a cirill betűkkel kiegészített latin betűs albán ábécén alapult. Az első kötetben az ajánlások után két nyolcsoros vallásos vers (Lukë Suma és Bogdani unokatestvére, Lukë Bogdani költeményei) majd Bogdani ótestamentumi traktátumai találhatóak az ember teremtéséről, a próféták életéről és a Messiásról, legvégül pedig a tíz Sibylla verses dala olvasható. A második kötet az Újtestamentum eseményeiből merít, Jézus Krisztus életéről, csodatételeiről, kálváriájáról, haláláról és feltámadásáról találhatóak traktátumok. Ugyanebben a kötetben olvasható Dániel könyvének egy részlete nyolc nyelven (latinul, görögül, örményül, arameusul, héberül, arabul, olaszul és albánul), valamint egy fejezet az Antikrisztus életéről.
A Cuneus prophetarumot a korai albán irodalom legjelesebb alkotásaként tartják számon, egyúttal a korábbi fordításokkal szemben az első albán nyelven megjelent eredeti prózai mű, tagadhatatlan művészeti és irodalmi értékekkel. Bogdani traktátumainak szellemisége a klasszikus filozófiai hagyományon alapuló (Platón, Arisztotelész, Hippói Szent Ágoston, Aquinói Szent Tamás), barokk hatásokat mutató humanista munka. A szövegek szerzőjük kiterjedt műveltségéről vallanak, nem csupán teológiai és vallásfilozófiai, de asztronómiai, földrajzi, fizikai és történettudományi síkon is. Bogdani alapvető filozófiai szándéka a megismerhetetlen Isten megismerése, a létezés indokainak feltárása.
Irodalmi szempontból Bogdani vallásos költészetét messze túlszárnyalja kiforrott irodalmi nyelvezetű prózája, amiért az albán prózaírás atyjaként tekintenek rá.

## Művei
- Cvnevs prophetarvm de Christo salvatore mvndi et eivs evangelica veritate, italice et epirotice contexta, et in duas partes diuisa. Padova: Tipografia del Seminario. 1685.
- Cuneus prophetarum. Çeta e profetëve. Përg. Anila Omari. Tiranë: Istituti i Gjuhësisë dhe i Letërisë. 2005.

## Emlékezete
Az 1000 lekesen az ő arcképe van.